# قوشاقشلاق
قوشاقشلاق (به لاتین: Qoşaqışlaq) یک منطقه مسکونی در جمهوری آذربایجان است که در باکو واقع شده است.